# 에퇴르베크

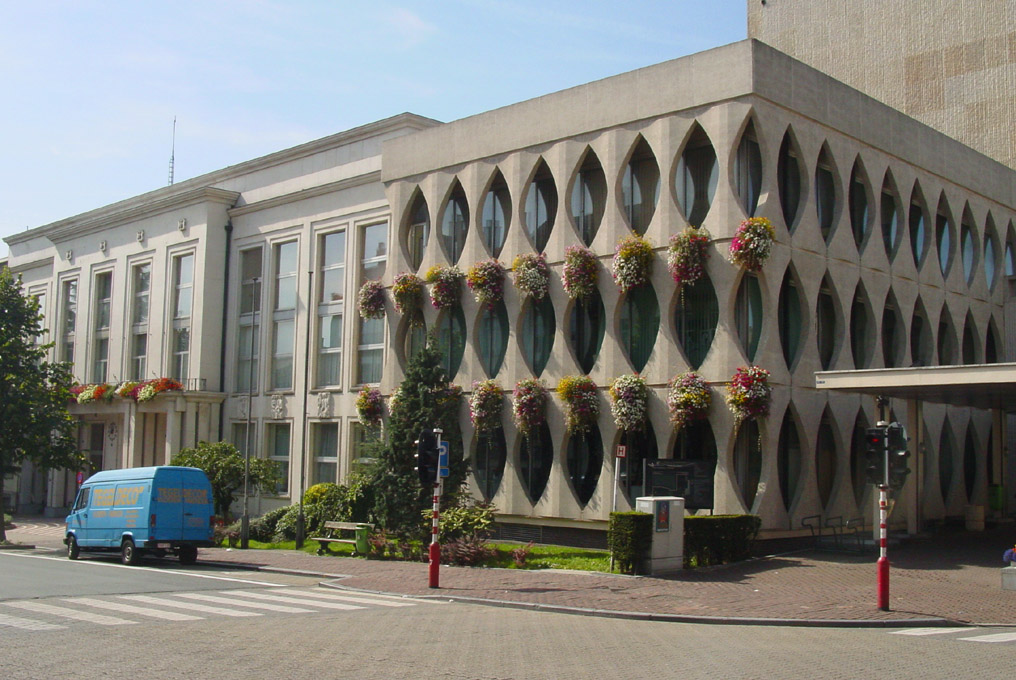
에퇴르베크

에퇴르베크(프랑스어: Etterbeek, 발음: [etœʁbek, etœʁbɛk] ( 듣기)) 또는 에테르베이크(네덜란드어: Etterbeek, 발음 [ˈɛtərˌbeːk] ( 듣기))는 벨기에 브뤼셀 수도 지역을 구성하는 19개 지방 자치체 가운데 하나로 면적은 3.15km2, 인구는 45,502명(2013년 1월 1일 기준), 인구 밀도는 14,000명/km2이다.

시기
시 문장